# Milchküche (Judentum)
Unter einer Milchküche wird im Judentum eine Küche verstanden, in der ausschließlich Milchgerichte gefertigt werden. Im Gegensatz dazu versteht man unter einer Fleischküche eine Küche, in der nur Gerichte, die Fleisch enthalten, zubereitet werden.

## Religiöser Hintergrund

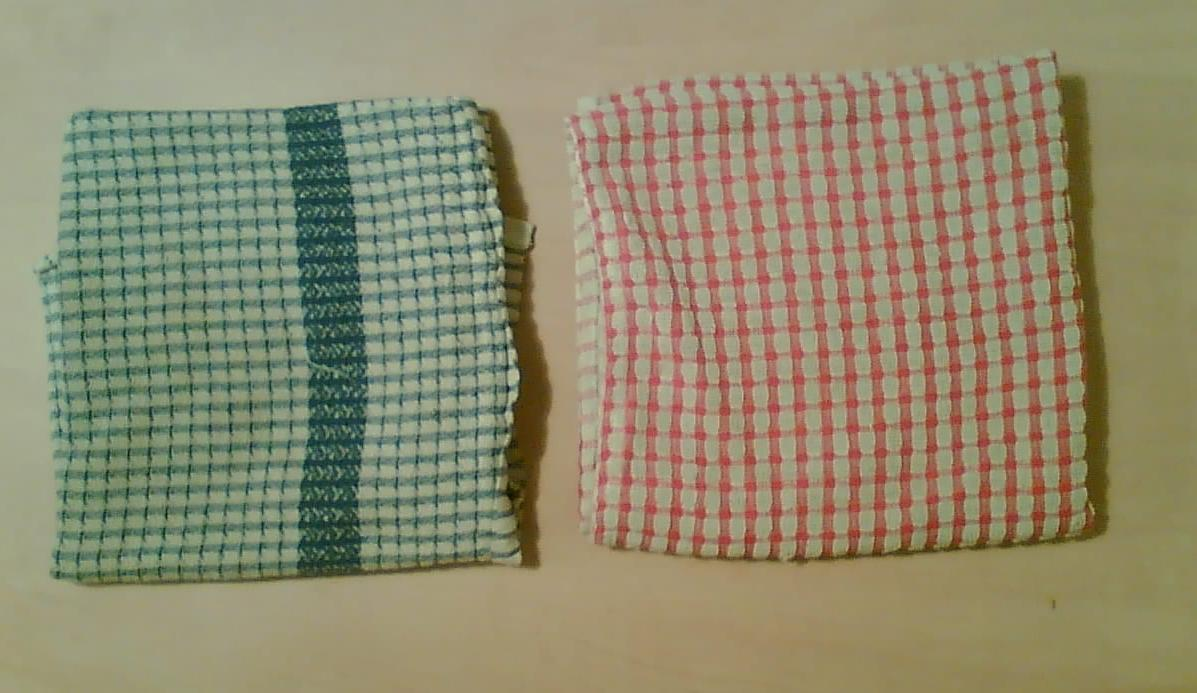
Verschiedenfarbige Geschirrtücher für fleischiges und milchiges Geschirr

Die jüdischen Speisegesetze (hebräisch כַּשְרוּת Kaschrut, 3. Buch Mose (Kap. 11)) schreiben unter anderem die zeitliche Trennung des Genusses von „fleischigen“ (hebräisch בשרי basari) und „milchigen“ (hebräisch חלבי chalawi) Speisen vor (Ex 23,19  sowie Dtn 14,21 ). Fleisch- und Milchprodukte dürfen nicht zusammen gegessen werden, sondern nur mit vorgeschriebenem zeitlichen Abstand. Das (rabbinische) Gebot wird von dem biblischen Satz abgeleitet: „Du sollst ein Zicklein nicht in der Milch seiner Mutter kochen“.
Über die Anzahl der Stunden, die der Abstand betragen soll, herrschen unterschiedliche religiöse Auffassungen: Das Spektrum reicht von einer bis sechs Stunden, wobei der zeitliche Abstand zum Genuss milchiger Speisen nach dem Genuss von fleischigen Speisen länger ist (meist 3 Stunden), als umgekehrt (1 Stunde). Die strikte Trennung geht so weit, dass auch unterschiedliches Geschirr, Besteck, Kochgerät, Spülbecken und Kühlschränke für Fleisch- und Milchspeisen verwendet werden, damit eine Kontamination beider Essenssorten vermieden wird. Lebensmittel, die man als parve, (hebr.: פרווה ‚neutral‘) bezeichnet, können sowohl zusammen mit Fleisch- als auch mit Milchgerichten verzehrt werden. Hierzu gehören sämtliche Obst-, Gemüse- und Getreidesorten sowie Eier, Honig und Fisch.  Fisch gilt zwar als parve, darf aber nach den Vorschriften nicht zusammen mit Fleischigem zubereitet werden. Es ist jedoch erlaubt, Fisch bei der gleichen Mahlzeit nacheinander von getrenntem Geschirr zu essen. Die Gesetzesausleger des sephardischen/orientalischen Judentums verbieten wiederum, Fisch und Milch zusammen zu essen.
An Pessach gelten durch das Verbot des Genusses von gesäuertem Brot (Chametz (hebr. חמץ)) noch einmal verschärfte Vorschriften, wonach die Küche samt Zubehör gekaschert werden muss, beziehungsweise zwei weitere unterschiedliche Geschirre, Bestecke und Kochgeräte verwendet werden.

## Koschere Restaurants
Koschere Restaurants bieten entweder nur „milchige“ (Milch oder Milchprodukte enthaltende) oder nur „fleischige“ (Fleisch oder Fleischprodukte enthaltende) Gerichte an. Es gibt aber auch koschere  Restaurants, die beides anbieten. Hierzu werden zwei getrennte Küchen eingerichtet, die die strikte Trennung der Zubereitung von Milch- und Fleischspeisen und deren Küchengeräten ermöglichen. Wenn eine Person dort ein fleischiges Mahl und eine andere milchig isst, so müssen die Bereiche deutlich unterschieden werden, beispielsweise durch verschiedenfarbige Tischdecken oder Platzdecken.